# Helena (mitología)

Helena de Troya por Evelyn de Morgan.

Helena (en griego antiguo: Ἑλένη, latín: Helĕne o Helĕna), a veces conocida como Helena de Troya o Helena de Esparta, es un personaje de la mitología griega cuyo nombre tiene el significado de 'tea' o 'antorcha'. Casi todos los mitógrafos clásicos aluden a su mito. Era considerada hija de Zeus y pretendida por muchos héroes debido a su gran belleza. Fue seducida o raptada por Paris, príncipe de Troya, lo que originó la guerra de Troya. Dares Frigio la describe como «hermosa, de carácter sencillo, cariñosa, de piernas inmejorables, con un lunar entre las dos cejas, de boca pequeña». Otros dicen que el verdadero nombre de Helena era Eco, pues sabía imitar muy bien las voces que escuchaba.

## Nacimiento
La fuente más antigua que atestigua su nacimiento es la Helena de Eurípides:

«En cuanto a mí, mi patria, Esparta, no carece de gloria, y mi padre es Tindáreo; pero es fama que Zeus, bajo la apariencia de un cisne, llegó volando hasta mi madre Leda y entró furtivamente en su lecho, fingiendo huir de la persecución de un águila, si es que la historia es fidedigna. Me llamaron Helena».

Homero la llama hija de Zeus y dice que sus hermanos carnales, los Dioscuros, los dio a luz la misma madre de Helena. Un escolio nos dice que Polideuces y Helena son hijos de Zeus, pero Cástor lo es de Tindáreo. Con todo, Hesíodo dice que Helena era hija de Zeus y de una hija de Océano innominada. Estesícoro dice que Tindáreo al hacer sacrificio a los dioses se olvidó de Afrodita y que, irritada por ello la diosa, hizo a sus hijas abandonadoras de maridos. Por eso Tindáreo engendró una estirpe de hijas marcadas para la censura y de mala fama a través de la Hélade: Helena, Clitemnestra y Timandra. Otros llaman a las hermanas Febea, Clitemnestra y Helena.
Zeus en figura de cisne yació con Leda, y en la misma noche lo hizo también con Tindáreo; Zeus engendró a Pólux y a Helena, y Tindáreo a Cástor y a Clitemestra. Algunos dicen que Helena era hija de Zeus y Némesis, pues ésta, para escapar al asedio de Zeus, se había convertido en oca, pero Zeus la había poseído transformado en cisne; como fruto de esta unión ella puso un huevo, que un pastor encontró en el bosque y se lo llevó a Leda, quien lo guardó en un arca. Cuando a su tiempo nació Helena, la crio como su fuera su propia hija. Eratóstenes da el detalle de que Némesis se había transformado en cisne y huyó a Ramnunte y fue allí donde Zeus, también transformado en cisne sedujo a Némesis. El Primer Mitógrafo Vaticano es la primera fuente que dice que hubo dos huevos. Uno contenía a los Dioscuros y el otro a Helena y Clitemnestra. Fulgencio dice que Helena y los Dioscuros nacieron del mismo huevo. Sea como fuere en el santuario de las Leucípides de Esparta había un huevo colgado del techo y sostenido por cintas. Se creía que este era aquel en el que había dado a luz Leda. En otros relatos se cuenta que Zeus, tomando la forma de una estrella, y habiéndose apareado con Leda engendró a Cástor y Polideuces, y más tarde a Helena.
Versiones tardías nos ofrecen variantes excepcionales. Una dice que Leda engendró a Helena en unión con Helios, y en la misma obra también se dice que Helena había nacido de Afrodita sin especificar con quién. Otra versión oscura nos dice que Cástor, Pólux y Helena nacieron de Cicno («cisne»), rey de Ederión en Acaya, quien sedujo a Leda.

## Rapto de Helena por Teseo y Pirítoo

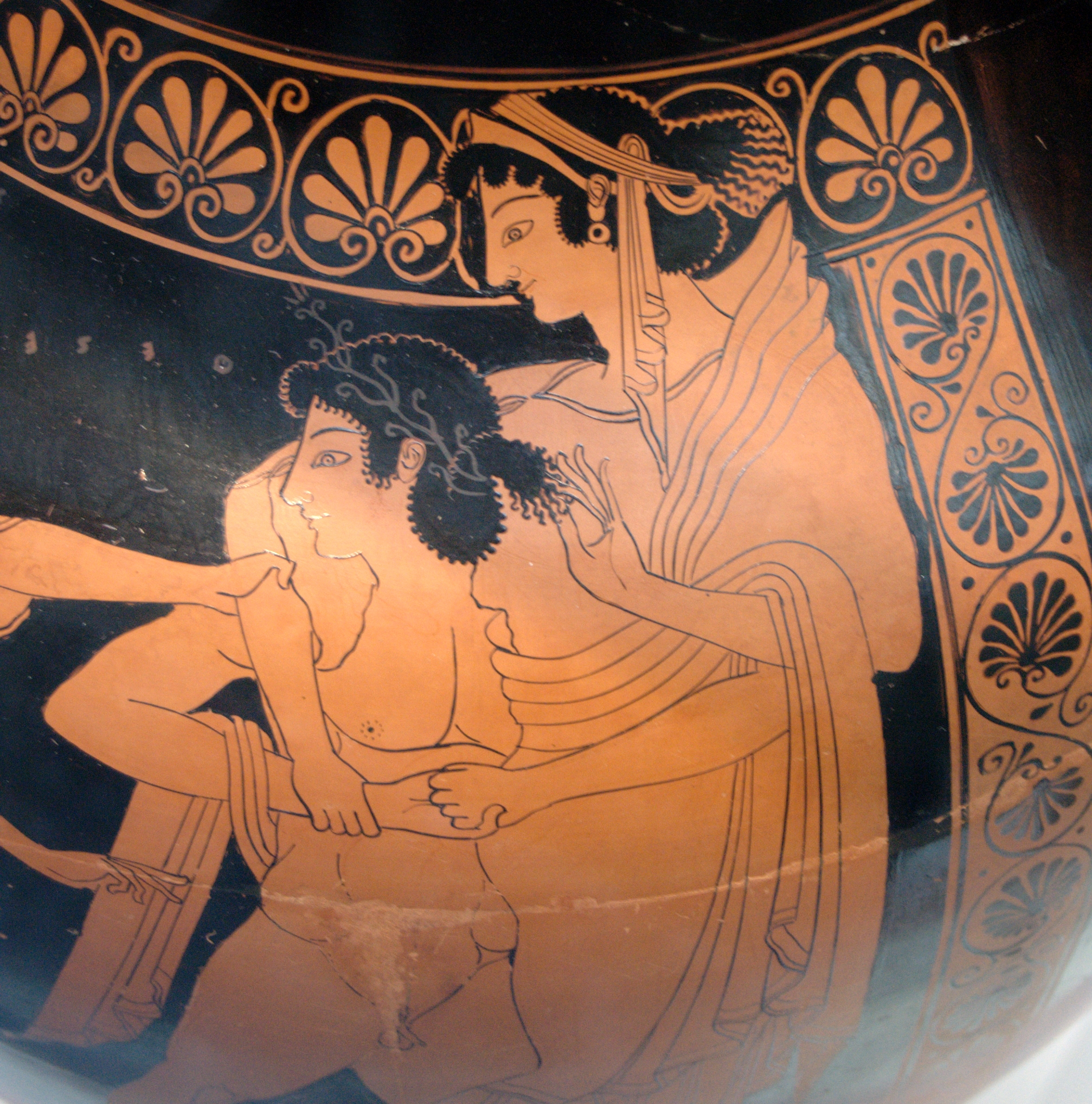
Teseo llevándose a Helena. Ánfora ática de figuras rojas. a. C. Staatliche Antikensammlungen, Múnich.

Helena fue reconocida por su belleza desde que era una niña. Un día, mientras participaba danzando en un sacrificio en el santuario de Artemisa Ortia de Esparta, fue sorprendida y raptada por el héroe ateniense Teseo en compañía de su amigo Pirítoo. Tras capturarla, echaron a suertes la doncella, correspondiéndole a Teseo. Pero cuando Teseo volvió a Atenas, el pueblo ateniense no permitió la entrada de la muchacha en la ciudad, motivo por el que Teseo la condujo a Afidna, junto a su madre Etra. A continuación, Teseo y Pirítoo decidieron marchar al Hades para raptar a Perséfone con la intención de convertirla en consorte de Pirítoo. Durante la estancia en el Hades de Teseo y Pirítoo, los Dioscuros rescataron a Helena. A su vez tomaron como prisioneras a la madre de Teseo y a la hermana de Pirítoo, que condujeron hasta Esparta para convertirlas en esclavas de Helena.
Hay una tradición que dice que Helena y Teseo tuvieron como hija a Ifigenia, pero que, cuando Helena fue liberada por sus hermanos, ella decidió entregar su hija a su hermana Clitemnestra, que ya estaba casada con Agamenón. Pero la leyenda más extendida señalaba que Ifigenia era hija natural de Clitemnestra.

## Boda con Menelao
Cuando Helena llegó a la edad de casarse, tuvo muchos pretendientes que acudieron de toda la Hélade, animados por la fama de su gran belleza y porque ella y su futuro esposo reinarían en Esparta. Tindáreo, temiendo provocar una guerra entre los pretendientes rechazados, siguió un consejo de Odiseo. A cambio, prometió a este su ayuda para conseguir a la prima de Helena Penélope como esposa.
El consejo de Odiseo consistía en arrancar a los pretendientes el juramento de acatar la decisión que se adoptase sobre quién sería el esposo de Helena y la obligación de acudir en auxilio del elegido si en algún momento su esposa le fuese seducida o raptada. Una vez realizado el juramento, Tindáreo eligió como marido de Helena a Menelao, hermano de Agamenón, rey de Micenas, que estaba casado con su otra hija, Clitemnestra. En otras versiones, fue la propia Helena la que eligió a Menelao.
Menelao y Helena tuvieron una hija, Hermíone y según algunos autores, también un hijo, Nicóstrato.

## Rapto o seducción de Paris

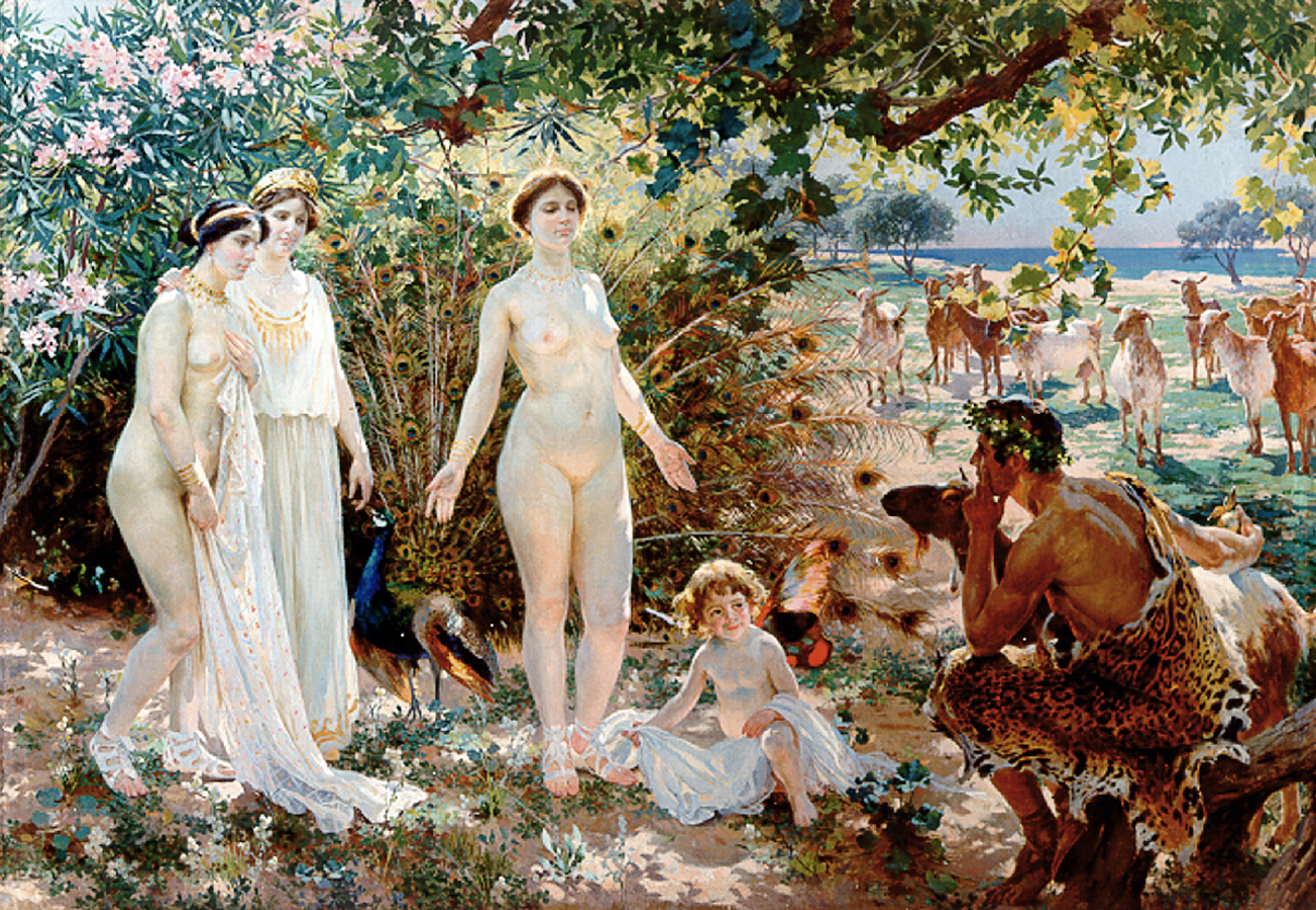
El juicio de Paris. Pintura de Enrique Simonet de 1904 (Museo de Málaga).

La diosa Afrodita había prometido al príncipe troyano Paris el amor de Helena como premio por haber decidido a su favor en el concurso de belleza que la había enfrentado a Hera y Atenea.
Paris fue a Esparta junto a su hermano Héctor, donde fue recibido hospitalariamente por el matrimonio de Menelao y Helena. Sin embargo, durante su estancia, Menelao tuvo que viajar a Creta para asistir al funeral por la muerte de su abuelo materno, Catreo.
Afrodita provocó que Helena se enamorase de Paris, y los amantes huyeron juntos de Esparta con el tesoro de Helena mientras Menelao se encontraba aún en Creta. Se unieron por primera vez en una isla de localización incierta llamada Cránae. Hera les envió una tempestad y, tras pasar por Chipre y Fenicia, llegaron a Troya.
Otra versión señala que en realidad Helena no viajó con Paris a Troya sino que Zeus, Hera o Proteo formaron un espectro suyo (un fantasma hecho de nubes), que fue lo que acompañó a Paris mientras la auténtica Helena fue trasladada a Egipto por Hermes. Se cree que la primera fuente de esta versión fue la palinodia compuesta por el poeta lírico Estesícoro, de la que quedan escasos fragmentos. Una leyenda añadía que el poeta había sido cegado por Helena (una vez que ella había sido divinizada) a causa de que anteriormente había compuesto un primer poema que la trataba muy desfavorablemente. Cuando Estesícoro compuso su palinodia, se le devolvió la vista. Un escolio atribuye a Estesícoro un comentario según el cual Afrodita hizo infieles a Helena y a sus hermanas Clitemnestra y Timandra para castigar a Tindáreo, que había olvidado ofrecer sacrificios a la diosa.
Otra tradición cuenta que Paris raptó a Helena y la llevó consigo por la fuerza.

## Guerra de Troya

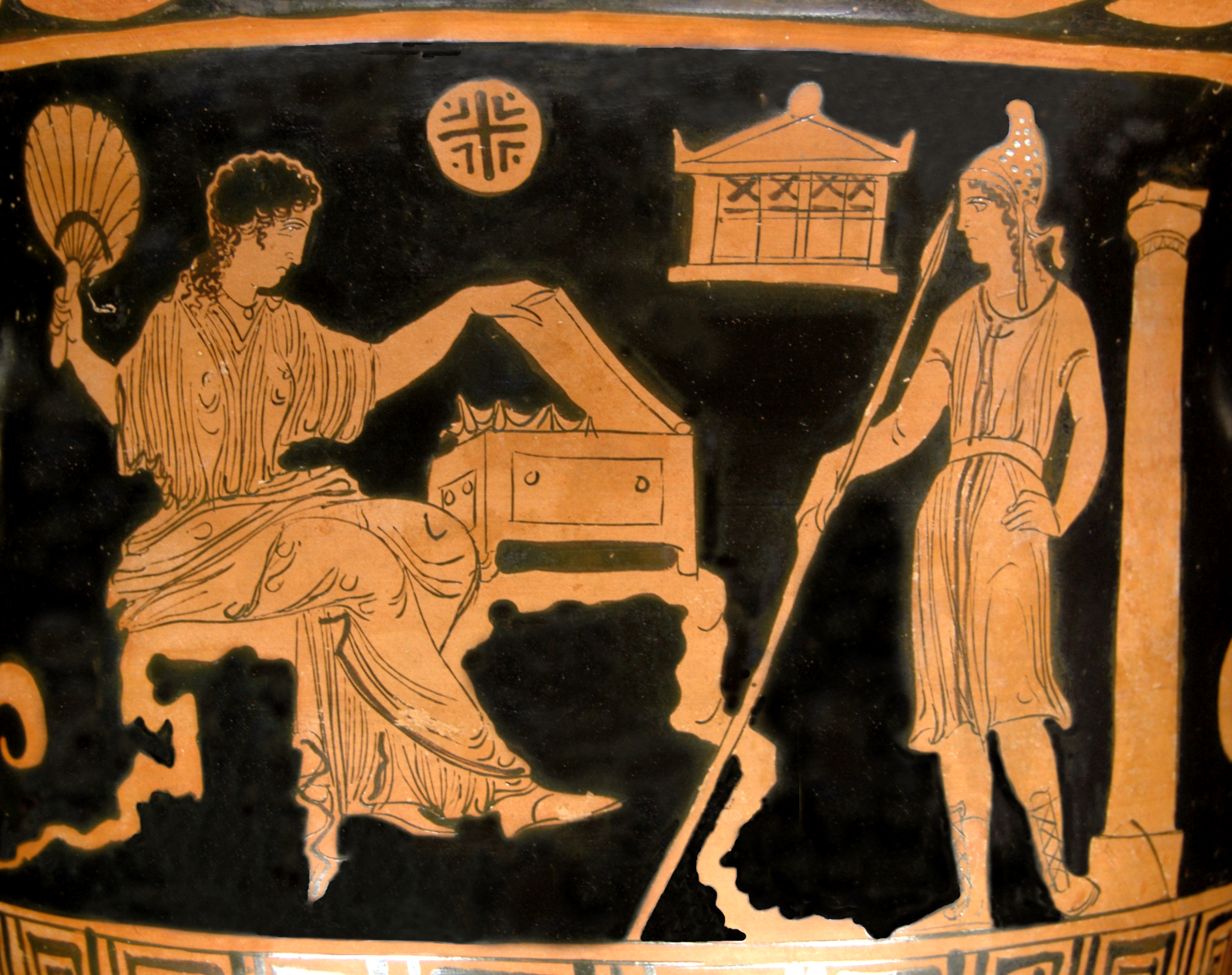
Helena y Paris. Crátera de figuras rojas. 380-370 a. C. Museo del Louvre, París.

Los mitógrafos discrepaban acerca de cómo fueron recibidos Helena y Paris cuando llegaron a Troya. Algunos decían que fueron mal recibidos por el pueblo, pero los hermanos de Paris y la reina Hécuba la recibieron favorablemente. Otros afirmaban que todos los troyanos se enamoraron de Helena e incluso el rey Príamo juró que nunca la dejaría marchar. Por su parte, la adivina Casandra vaticinó que Helena sería la ruina de la ciudad, pero no fue creída.
Menelao, acompañado por una gran coalición de ejércitos comandados por los antiguos pretendientes de Helena y otros caudillos aqueos, zarpó hacia Troya en busca de su esposa. 
Antes del inicio de la guerra, Menelao y Odiseo fueron como embajadores a Troya para reclamar a Helena y el tesoro que se había llevado con ella, pero los troyanos se negaron a devolverla y los hubieran matado a no ser por la intervención de Antenor, anciano consejero troyano, a su favor. Por su parte, Partenio de Nicea señala en Sufrimientos de amor que los encargados de reclamar a Helena fueron Diomedes y Acamante. 
Heródoto ofrece una versión diferente: los troyanos aseguraban que no tenían en su poder a Helena ni sus tesoros y que todo ello estaba en Egipto con su rey Proteo. Los griegos creyeron que los troyanos se burlaban de ellos, pero cuando conquistaron por fin Troya, Helena no apareció, y entonces sí creyeron a los troyanos y Menelao fue enviado a Egipto en busca de su esposa. Heródoto se adhería personalmente a esta versión, argumentando que si Helena hubiera estado en Troya habría sido devuelta a los griegos porque ni Príamo ni el resto de los troyanos habrían aceptado correr el riesgo de la guerra solo para complacer a Paris.
Algunos autores antiguos relatan que, durante la guerra, Afrodita y Tetis concertaron un encuentro entre Helena y Aquiles.

### Helena en laIlíada
Helena es un personaje importante de la Ilíada. Es estimada y respetada por el rey Príamo y por Héctor, mientras que los habitantes de Troya reconocen su belleza divina pero le atribuyen la causa de los males que padece su ciudad. Presenta los principales caudillos aqueos desde la torre de la ciudad a su suegro, Príamo, episodio conocido como teichoskopía. Desde allí presencia el duelo singular entre su anterior esposo, Menelao, y el príncipe Paris. Discute con Afrodita cuando la diosa la incita a que vaya junto a Paris una vez que ha concluido el duelo pero luego, por miedo a las amenazas de Afrodita, cede.
En la parte final del poema, Helena se lamenta por la muerte de su cuñado Héctor y señala que lleva ya veinte años en Troya.

### Helena en los hechos posteriores a los narrados en laIlíada

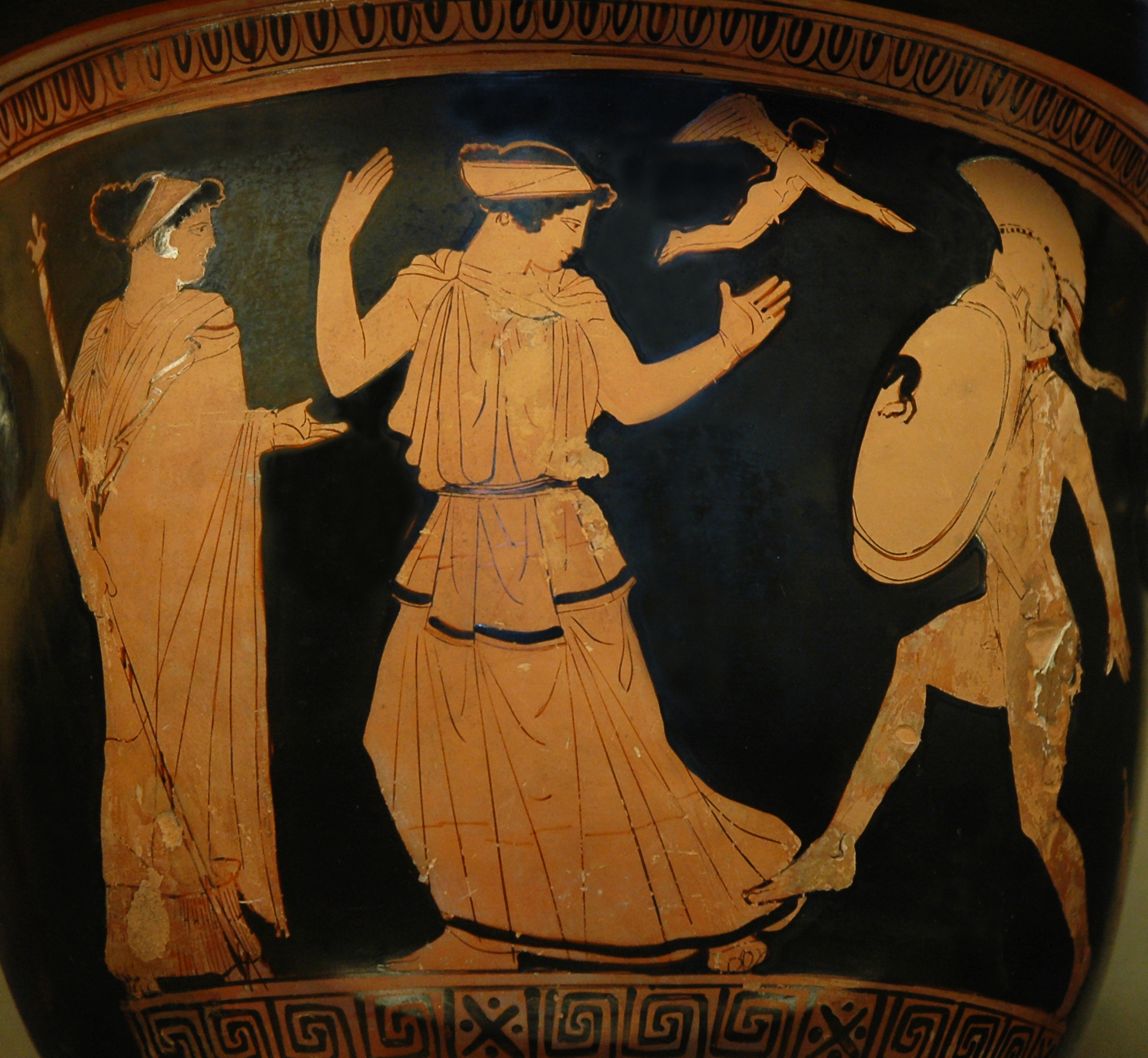
Menelao está a punto de matar a Helena pero, admirado por su belleza, suelta su espada. Afrodita y Eros observan la escena. Crátera ática de figuras rojas. 450-440 a. C. Museo del Louvre, París.

Córito era un hijo que Paris había tenido con su anterior esposa: la ninfa Enone. Córito se enamoró de Helena y se decía que era un amor correspondido. Cuando Paris los descubrió, mató a Córito. Algunos mitógrafos, en cambio, señalaban que Córito era uno de los hijos de Helena y Paris.
En el transcurso de la guerra, Paris murió y Helena fue obligada a contraer un nuevo matrimonio con Deífobo, otro de los hijos de Príamo. Por esta causa, otro hijo de Príamo, Héleno, que estaba enamorado de Helena, abandonó Troya. Como, igual que su hermana Casandra, tenía el don de la adivinación y Calcas, adivino de los griegos, sabía que conocía los oráculos que protegían la ciudad, Odiseo lo capturó, lo llevó al campamento y lo obligaron a revelar esos oráculos.
Helena reconoció a Odiseo cuando él penetró en Troya como espía disfrazado de mendigo, pero no lo denunció. Los aqueos, para entrar en Troya, construyeron un caballo de madera y un puñado de guerreros destacados se escondieron en su interior. Los troyanos, ignorantes del contenido del caballo, lo introdujeron en su ciudad. Antes de que los guerreros salieran del caballo, la astuta Helena, conocedora del plan de los aqueos, dio varias vueltas a su alrededor acompañada de Deífobo, imitando las voces de las esposas de los guerreros griegos. Los aqueos estuvieron a punto de responder desde dentro del caballo y delatarse.
En algunas versiones, Helena fue la que agitó una antorcha desde su habitación durante la noche, que era la señal esperada por los aqueos: la de que las puertas de Troya iban a ser abiertas por los hombres que habían salido del caballo.
La guerra terminó con el triunfo de la coalición aquea. Menelao mató a Deífobo y a punto estuvo también de matar a Helena, pero quedó deslumbrado y enamorado de nuevo por su hermosura y la perdonó. Algunos autores antiguos cuentan que fue la propia Helena la que mató a Deífobo y que Menelao perdonó a Helena cuando vio sus pechos desnudos. Tras un viaje de retorno accidentado en el que tuvieron que pasar una larga temporada en Egipto, ambos regresaron a Esparta. En el Ática hay una isla a la que se llamaba Isla de Helena, porque se creía que en ella había desembarcado durante su retorno a la Hélade. Tras este retorno, Helena y Menelao fueron padres de Nicóstrato, según algunos autores.

### Helena en laOdisea
Helena aparece como personaje en la Odisea, principalmente en el Canto IV. En el viaje realizado en busca de noticias de su padre Odiseo, Telémaco llega a Esparta, donde se entrevista con Helena y Menelao, que han vuelto a reinar allí. 
Homero afirma categóricamente que Helena tuvo como única descendiente a su hija Hermíone.
Helena ejerce de anfitriona junto con su esposo y recuerda algunos de los sucesos ocurridos en la guerra de Troya.

## Muerte o divinización

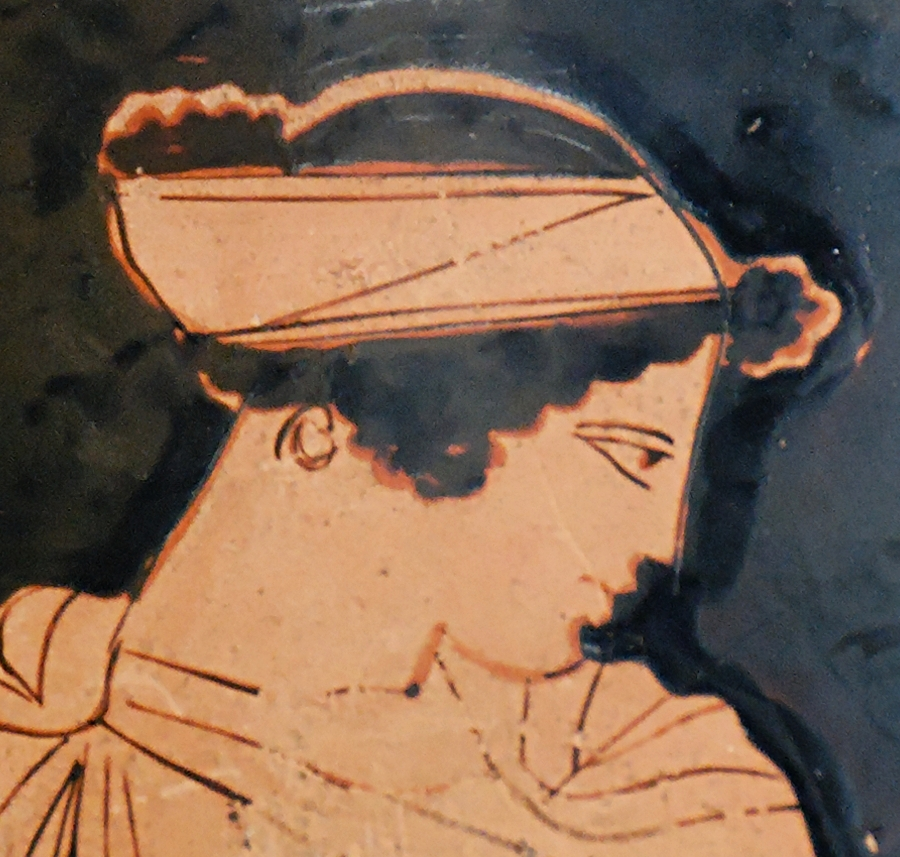
Crátera ática de figuras rojas (detalle de la cabeza de Helena). 450-440 a. C. Museo del Louvre, París.

Existen múltiples versiones acerca del destino final de Helena. En algunas de ellas, Helena fue divinizada y enviada a los Campos Elíseos o a la isla de Leuce, en compañía de Menelao. Incluso existía una tradición que mencionaba que estaba en Leuce, pero casada con Aquiles. Se decía que Aquiles y Helena tuvieron allí un hijo que tenía alas: Euforión.
La tragedia Orestes, obra de Eurípides, presentaba una variante de esta versión, en la que Orestes y su amigo Pílades habían decidido matar a Helena porque la consideraban causa del origen de sus males, ya que Orestes y su hermana Electra habían sido condenados a muerte por haber matado a su madre Clitemnestra. Pero no pudieron cumplir su propósito, porque Helena fue salvada y divinizada por Apolo.
Sin embargo, otros insistían en que las tumbas de Helena y de Menelao se encontraban en el templo de Menelao en Terapne, cerca de Esparta. En ese lugar se rendía culto a Helena.
En una versión rodia, Polixo, esposa del caudillo aqueo Tlepólemo, simuló acoger a Helena en Rodas en su destierro de Esparta por los hijos de Menelao. Polixo se vengó de la muerte de su esposo: tras disfrazar a sus criadas como Erinias para atormentar a la desterrada, hizo que Helena acabase por ahorcarse. Por ello, los rodios tienen en su isla un santuario de Helena Dendrítide. Una versión alternativa de esta leyenda decía que Menelao, que viajaba con Helena desde Egipto y había hecho escala en Rodas, había podido ocultar a su esposa y había puesto los mejores ornamentos a la criada más hermosa. Polixo y los rodios, al confundir su identidad, la apedrearon y quemaron creyendo que se trataba de Helena. Las ‘flores de Helena’ crecen en Rodas y recibieron este nombre porque crecían bajo el árbol en el que Helena se ahorcó. Aquellos que cultivan estas flores están predestinados a pelearse.

## Consortes y descendencia
| Consorte | Descendencia |
| -------- | --- |
| Aquiles  | De Helena y Aquiles nació, en las Islas Afortunadas, un niño alado llamado Euforión, que fue perseguido por Zeus. |
| Deífobo  | s/o |
| Menelao  | «Ésta [Helena] dio a luz a Hermíone para Menelao, famoso por la lanza, y finalmente dio a luz a Nicóstrato, retoño de Ares». Arieto cuenta que el hijo de Helena y Menelao no era Nicóstrato sino Marafio. Aunque Menelao no es mencionado explícitamente como su padre, Etiolas era venerado por los lacedemonios. En la versión que nos narra la Cipria se dice que Plístenes era el hijo más joven de Menelao y Helena. Helena se llevó a Plístenes, aún niño, de viaje hasta Troya, para evitar las represalias de Menelao. Después del viaje no se vuelve a saber nada de él. |
| Paris    | Pero poco después se enteran, por los que habían bajado desde la ciudadela, de que los hijos de Alejandro, los habidos de Helena, habían muerto por derrumbamiento de una techumbre; y éstos eran Búnomo, Corito e Ideo. Otros dicen que nacieron cuatro hijos de la pareja: Bunico, Córito, Ágano e Ideo. Helena también tuvo una hija de Alejandro; él le quería poner Alejandra a la niña pero Helena quería llamarla con su nombre. Al final la niña se llamó Helena pero Hécuba la mató cuando cayó Troya.                                                                    |
| Teseo    | Los argivos dicen que Ifigenia era hija de Teseo y Helena. |

## Adaptaciones modernas
- En la obra de teatro Fausto (1806), de Johann Wolfgang von Goethe, el Doctor Fausto se enamora perdidamente de la bella griega hasta el punto de enfermar y estar a punto de morir. Para conquistarla, Fausto pide la asistencia de Mefistófeles. Una vez juntos, Fausto y Helena procrean a Euforión.
- En la música, Helena ha sido representada en numerosas óperas:
  - En la ópera de reforma de Christoph Willibald Gluck Paride ed Elena (1770), el libretista Ranieri de' Calzabigi narra la historia de amor entre Helena y Paris.
  - La leyenda de Helena fue llevada al ámbito lírico por Jacques Offenbach en su ópera La belle Hélène (1864).
  - Die ägyptische Helena (1928) fue una ópera con música de Richard Strauss y libreto de Hugo von Hofmannsthal.
- En el cine, Helena ha sido representada en numerosas películas y series:
  - En Helena de Troya (1956), dirigida por Robert Wise, fue interpretada por Rossana Podestà.
  - En Las aventuras de Ulises (1969), miniserie dirigida por Franco Rossi, fue interpretada por Scilla Gabel.
  - En Las troyanas (1971), dirigida por Michael Cacoyannis, fue interpretada por Irene Papas.
  - En la miniserie televisiva sobre el personaje, llamada Helena de Troya (2003), fue interpretada por Sienna Guillory.
  - En Troya (2004), dirigida por Wolfgang Petersen, fue interpretada por Diane Kruger.
  - En la miniserie de Netflix Troya: La caída de una ciudad (2018), el personaje de Helena es interpretado por Bella Dayne.
  - En el episodio La caza de Helena, de la serie DC Legends Of Tomorrow, es interpretada por Bar Paly.